# ハインツ・ブラント
ハインツ・ブラント（Heinz Brandt, 1907年3月11日–1944年7月21日）は、第二次世界大戦中のドイツの軍人。ヒトラー暗殺未遂事件で暗殺された。大戦前は馬術競技者としても活躍した。

## 経歴

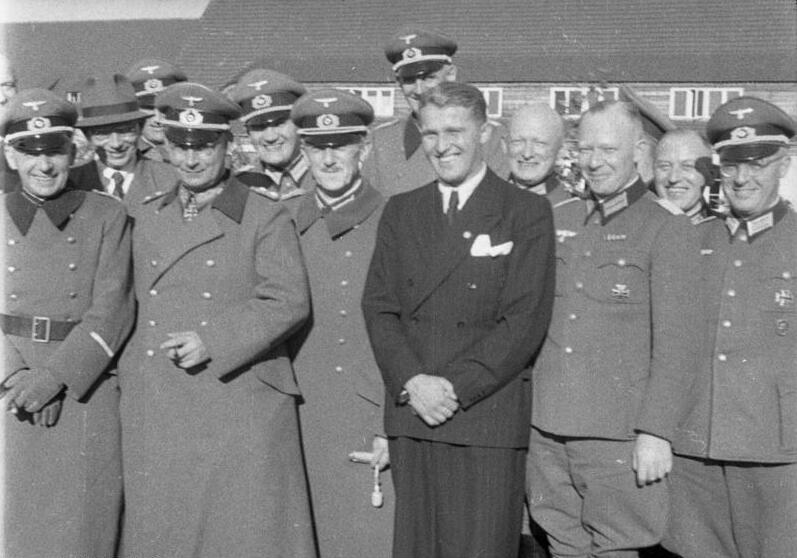
ペーネミュンデ (1941) :前列右端からフリードリヒ・オルブリヒト、ブラント、ヴェルナー・フォン・ブラウン (スーツの男性)。

ベルリン・シャルロッテンブルクに生まれる。1925年に士官候補生として第13騎兵連隊に配属される。1926年、下士官に任官。同年から翌年まで歩兵学校で学び、続いて1928年までハノーファーの騎兵学校で学んだ。1928年12月に少尉に昇進。1930年、騎兵学校の騎手となる。1931年、第2騎兵連隊に転属。1932年に中尉に昇進し、翌年騎兵学校特別部に転属。この部署でベルリンオリンピック開催の準備に携わる。このオリンピックではアルキミスト号に騎乗して障害飛越競技で金メダルを獲得した。オリンピック終了後の1936年10月、大尉に昇進して陸軍大学に学ぶ。卒業後第25歩兵師団参謀に転属。1939年4月、同次席参謀。
第二次世界大戦勃発後の1939年10月、国防軍最高司令部に転属し参謀となる。翌年2月、第297歩兵師団作戦部長。同年11月、陸軍総司令部作戦課主任参謀に転じる。1941年1月、少佐に昇進し、翌年4月に中佐に昇進、さらに1943年には大佐に昇進した。
アドルフ・ホイジンガー作戦部長と共に大本営での作戦会議に出席していたブラントは、1944年7月20日、ヴォルフスシャンツェでヒトラー暗殺未遂事件に巻き込まれ、左足を失うという重傷を負った。ブラントはクラウス・フォン・シュタウフェンベルク大佐の仕掛けた時限爆弾入りのアタッシュケースを、机上の地図を見るのに邪魔に思い、足で動かして机の下に押し込み机の脚の裏に移動させていた。このためヒトラーは机により爆風から守られ軽傷を負っただけで済んだが、ブラントは搬送されたラステンブルクの野戦病院で翌日死亡した。7月22日に死後特進され、少将に昇進した。